# Bergfors
Bergfors is een plaatsaanduiding binnen de Zweedse gemeente Kiruna. Het is een plaats waar wandelingen in het grote natuurgebied beginnen dan wel eindigen. De plaats wordt gevormd door een halteplaats (sinds 1901) en rangeergelegenheid aan de Ertsspoorlijn (zelf aangeven of je in- of uit wil stappen), maar er is ook een parkeergelegenheid aan de Europese weg 10. In 1908 was het (nog) een postverzamelpunt voor bewoners in de omgeving.